# Bolek i Lolek na Dzikim Zachodzie (serial animowany)
Bolek i Lolek na Dzikim Zachodzie – siedmioodcinkowy, polski serial animowany wyprodukowany w 1972 roku autorstwa Władysława Nehrebeckiego, filmowego ojca Bolka i Lolka. W czołówce tej serii Władysław Nehrebecki po raz pierwszy zamieścił logo Orderu Uśmiechu, którego był jednym z pierwszych kawalerów. W 1986 roku na bazie serialu Studio Filmów Rysunkowych bez zgody uprawnionych wyprodukowało pełnometrażowy fiłm montażowy pod tym samym tytułem. Na film złożyły się fragmenty odcinków połączone dokrętkami.
W 2020 roku serial został poddany cyfrowej rekonstrukcji i udostępniony jest na platformie 35mm.online.

## Twórcy
- Reżyseria: Stanisław Dülz
- Scenariusz: Władysław Nehrebecki, Lesław Królicz
- Opracowanie plastyczne: Zofia Krukowska
- Muzyka: Tadeusz Kocyba

## Lista odcinków
- odc. 1. Obrońcy prawa – reż. Stanisław Dülz
- odc. 2. Postrach Teksasu – reż. Stanisław Dülz
- odc. 3. Pościg – reż. Władysław Nehrebecki
- odc. 4. Porwany ekspres – reż. Wacław Wajser
- odc. 5. Koniokrad – reż. Bronisław Zeman
- odc. 6. Tropiciele – reż. Wacław Wajser
- odc. 7. Indiański bożek – reż. Stanisław Dülz

## Opis fabuły
Bolek i Lolek ścigają Pif-Pafa, złodzieja indiańskiego bożka. Wkrótce chłopcom udaje się złapać rzezimieszka, który trafia do aresztu, a Indianie odzyskują swoją własność.